# Mellstaträffen
Mellstaträffen är en svensk mopedträff som arrangeras av TSV-Blårök i slutet av augusti varje år. Mellstaträffen hålls på Mellsta camping vid dalälven i natursköna Dalarna. Träffen är världens största mopedträff och det vallfärdar mopedister från hela Skandinavien för att vara ta del av mopednostalgin. 2007 blev Mellstaträffen historisk när den skrev in sig i Guinness rekordbok som världens största mopedträff.